# Tundža (fiume)
La Tùndža (in bulgaro Тунджа?, in turco: Tunca, in greco Τόνζος?) è un fiume che scorre tra la Bulgaria e la Turchia ed è il maggiore affluente dell'Evros o Marica, nel quale sfocia vicino ad Edirne, in Turchia.

## Geografia

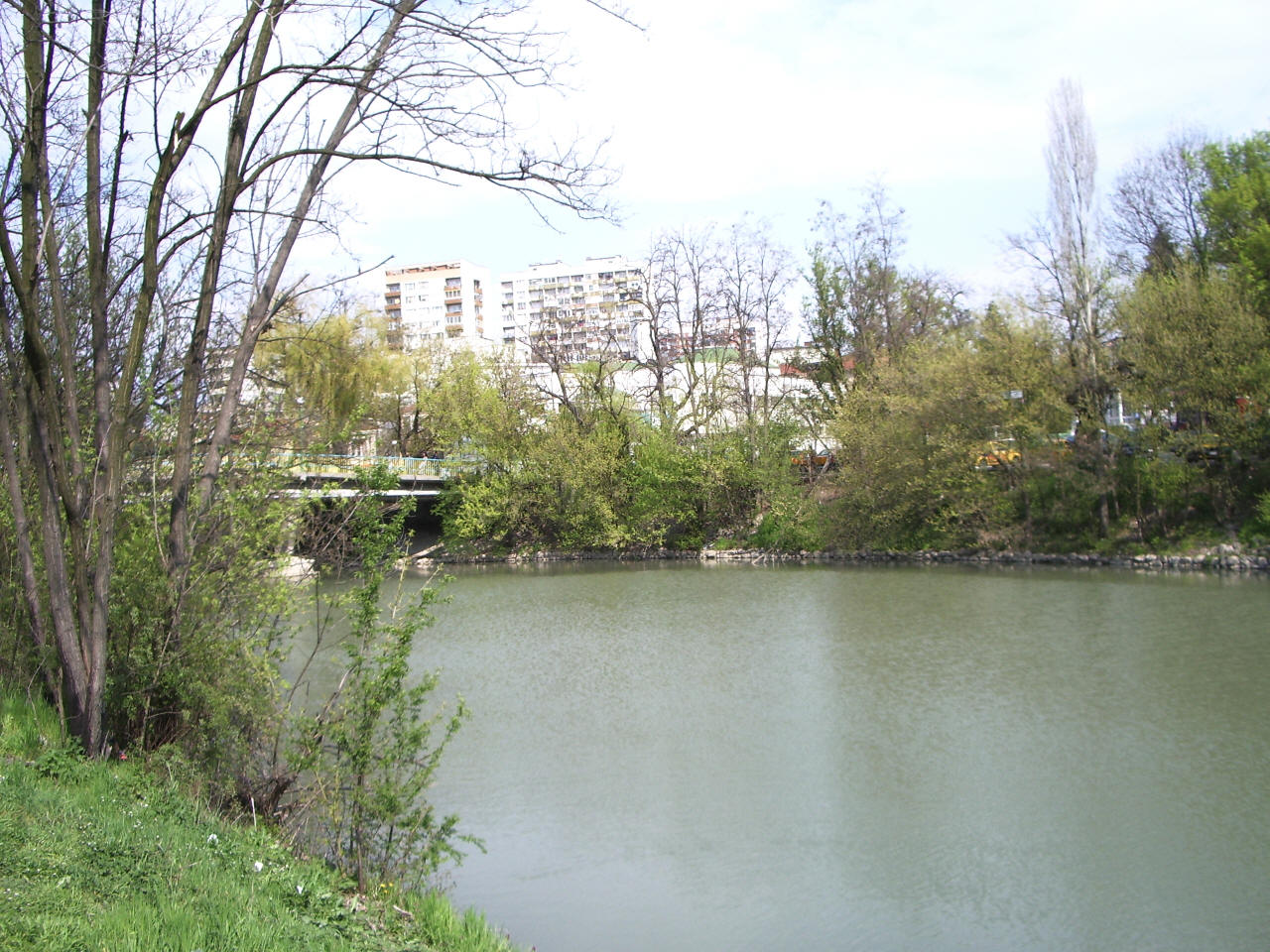
La Tundža a Jambol (Bulgaria): il ponte collega l'Hotel Tundža col parco cittadino

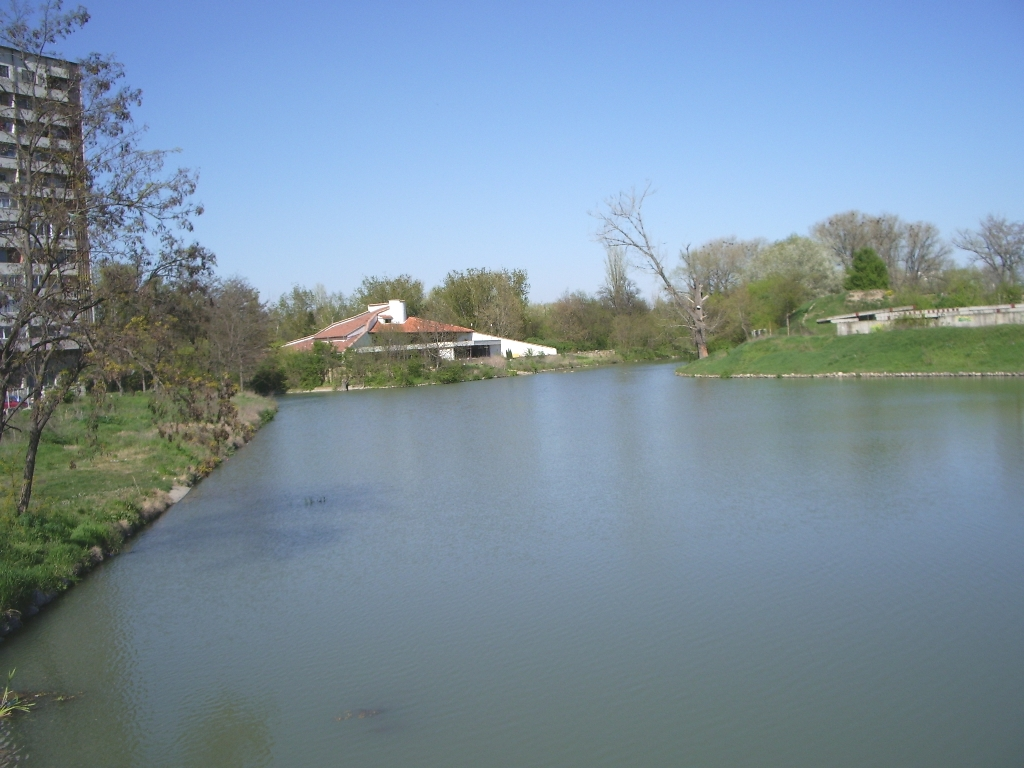
La Tundža a Jambol (Bulgaria) vicino allo stadio e al parco cittadino

La Tundža nasce dalle parti centrali dei monti Balcani, a nord di Kalofer, poi scorre verso est e, successivamente, compie un'accentuata svolta a sud prima di Jambol, andando in questa direzione fino a quando sfocia nell'Evros o Marica.
La lunghezza della Tundža in territorio bulgaro è di 350 km; ha circa 50 tributari, i più importanti dei quali sono la Močurica, la Popovska e la Sinapovska. 
Le città più importanti sulle sue sponde sono Kalofer, Jambol ed Elhovo.

### Onorificenze
Al fiume Tundža è intitolato il Ghiacciaio Tundža, sull'isola Livingston, nelle isole Shetland Meridionali (Antartide).